# Каталіна Угорська
Каталіна Угорська (угор. Magyarországi Katalin), також Каталіна Арпад (серб. Каталина Арпадовић), (нар. близько 1256 — пом. після 1314) — угорська принцеса з династії Арпадів, донька короля Угорщини Стефана V та половецької княжни Єлизавети, дружина короля Сербії Стефана Драгутина.
Засновниця монастиря Троноша у Сербії.

## Біографія
Каталіна народилася близько 1256 року. Вона була другою дитиною та другою донькою в родині «молодшого» короля Угорщини Стефана V та його дружини Єлизавети Половецької. 
Стефан V був нащадком Великих князів Київський Володимира Мономаха та Ярослава Мудрого, праправнуком української княжни Єфросинії, доньки Великого князя Київського Мстислава Великого. Її мати - Єлізавета, була донькою половецького хана Котяна, вождя наддніпрянських племен, що мешкали на теренах сучасної України та були союзниками князів Київської Русі.
Весь час її дитинства Стефан провів у військових суперечках зі своїм батьком, «старшим» королем Белою IV, а згодом — із зятем герцогом Оттокаром II. Офіційно Стефан правив територіями Хорватії, Славонії та Далмації, однак фактично ними керував бан. У 1258 році Стефан став правителем Трансільванії, проте продовжив захоплювати батьківські землі. У 1264 році матір Каталіни та молодшого брата Ласло було захоплено Белою і вони утримувалися у замку Шарошпатак. Загалом дівчинка мала старшу сестру Єлизавету і молодших Марію й Анну та братів Ласло й Андрія.
Близько 1268 року Каталіна була видана заміж за сербського принца Стефана Драгутина, старшого сина короля Стефана Уроша I. Цей шлюб мав слугувати гарантією миру між королівствами Сербії та Угорщини. За версією К.Коулі, цей союз був однією з умов звільнення короля Стефана Уроша I з угорського полону, в який він потрапив після невдалого військового походу. Сини Каталіни мали права на угорський престол, тому інші претенденти намагалися заручитися підтримкою Драгутина та його сім'ї.
У 1276 році її чоловік підняв повстання проти батька та став королем, заточивши Стефана Уроша в монастир. Правління Драгутина тривало шість років, до 1282, коли, впавши з коня в Єлечі, він зламав ногу. Після скликання ради у Дежеві, він зрікся трону на корись брата Милутина. Решту життя провів господарем Срема.
У 1284 році брат Каталіни Ласло IV Кун, який став королем Угорщини, подарував зятеві Мачву та місто Белград, який Драгутин зробив столицею Срема. Двір також розташувався в Белграді.
За два роки до смерті Драгутин відійшов від справ та подався у ченці. Його не стало у 1316 році. Каталіна померла за деякий час після нього.
Остання згадка про королеву датується 1315 роком, коли її в замку Белграда навідала невістка Симоніда. Каталіна нанесла візит у відповідь, і разом із Симонідою вони відвідали поховання свекрухи, королеви Єлени у монастирі Градац.
Зображення Каталіни збереглися на фресках церкви Святого Ахілла у Ариле та каплиці монастиря Джурджеві-Ступові.

## Родина
Чоловік — Стефан Драгутин

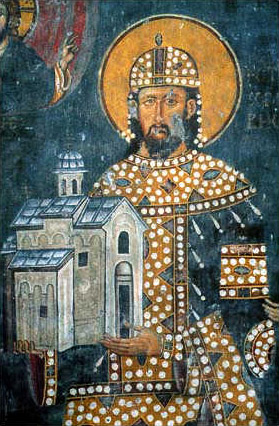
Стеф ан Драгутин

Діти (у подружжя народилося кілька дітей, з яких відомі)ː
- Єлизавета (1270—близько 1331) — дружина бана Боснії Стефана I Котромана, мала шестеро дітей;
- Стефан Владислав II (близько 1270—1325) — господар Срема у 1316—1325 роках, був одруженим із венеційкою Констанцією Морозіні, дітей не мав;
- Урошиця (до 1285—до 1316) — чернець.
- Урсула — дружина бана Боснії та Хорватії Павла I Шубича, мала п'ятеро дітей;
- Маргарита;
- Катерина.